# 柵口雪崩災害

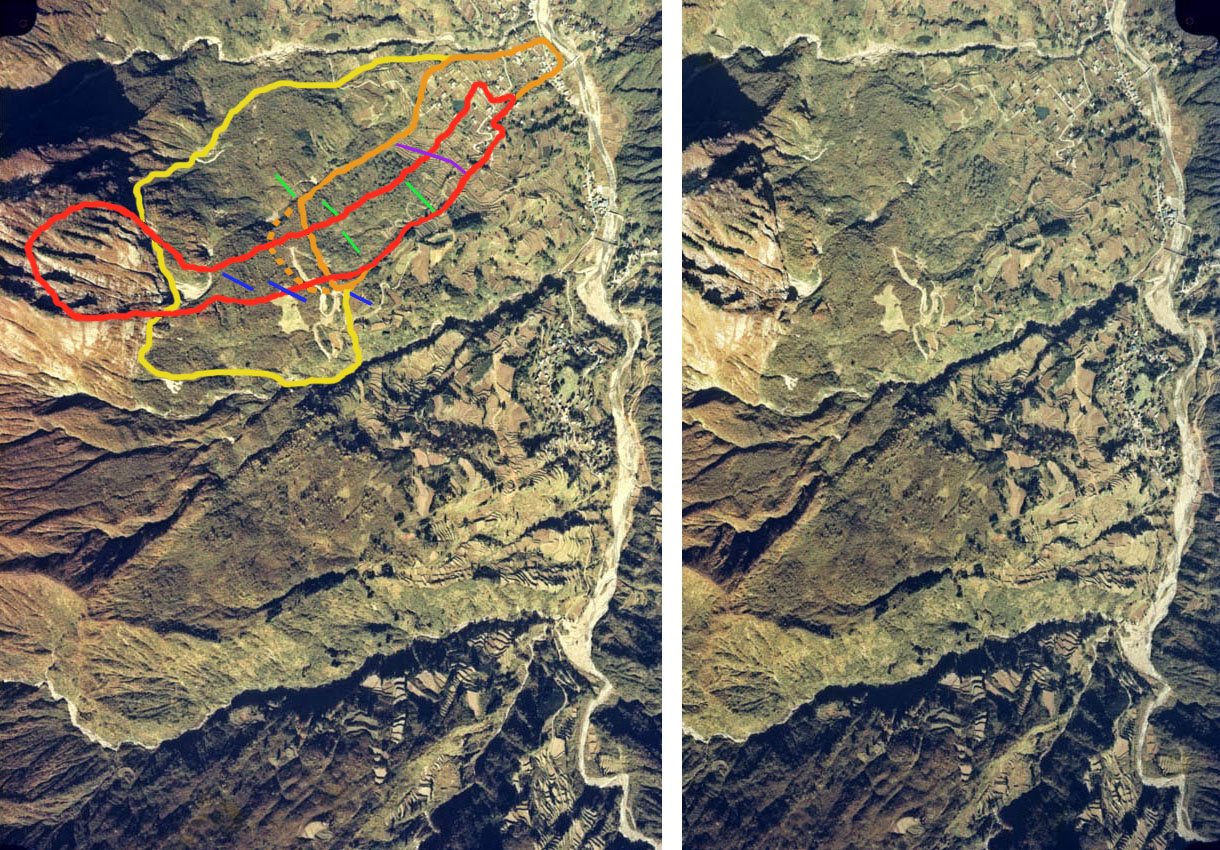
1976年（昭和51年）に撮影された。ステレオグラム（交差法）。雪崩の範囲（赤枠）。雪崩導流堤（青線）。減勢柵（緑線）。防護柵（紫線）。1947年に発生した地すべりの範囲（黄色枠）、変動の大きな部分（オレンジ枠）と滑落崖（オレンジ点線）

柵口雪崩災害（ませぐちなだれさいがい）は、1986年、新潟県西頸城郡能生町（現・糸魚川市）で13名が死亡した雪崩災害である。この雪崩災害は、以後の大規模な雪崩対策を推進する契機ともなった。

## 概要
1986年（昭和61年）1月26日の夜半、新潟県能生町にある権現岳（標高1,104m）の頂上直下850m付近を発生源とする面発生乾雪表層雪崩と呼ばれる泡雪崩が発生。東斜面を滑走し、ふもとにある柵口地区の一部11世帯36人を襲った。
山頂直下で発生した雪崩はおよそ45度の急斜面をすべり落ちた。その急斜面の下には窪地があり、夏場に降る雨は窪地を伝って北の谷に流れているが、この冬は大量の積雪と数回の雪崩により完全に埋もれてしまい、雪崩はそこを東に乗り越えた。ふもと付近の斜度は約10度と比較的緩やかであるが勢いは止まらず、緩斜面を1km以上も流れ民家に達した。この雪崩によって13名が死亡、9名が負傷。19棟が損傷し、内16棟が全壊した。多くの立ち木が折れ曲がり、家屋は300mほど飛ばされ、その屋根のトタンの一部は、突風による被害と同様に樹木にからみついていたものが発見された。表層雪崩は、煙り状となる暴風を伴い、地元民は古くから「ホウ」「アイ」「ウワボウ」などと呼び恐れていた。
この年の1月中旬は、寒気も緩み珍しく山頂部も雨となって、ざらめ状の雪面を形成した。その後の1週間は大雪で、堅い雪面の上に柔らかい新雪が降り積もった。当日は、低温弱風の下での降雪で雪粒子の結合がゆるい状態となり、そこにおよそ秒速7mの地吹雪が起こり雪崩のきっかけとなったことが、周辺で計測された気象データの解析により判明した。雪崩は、最大速度180km/h、走行距離1,800m、デブリ量10-30万m3と推測されている。

## 集落を直撃した原因
雪崩災害のあった箇所では、以前、1947年（昭和22年）5月19日に地すべりが発生していた。幅1.5km、長さ2kmの範囲の土地（写真：黄色の枠）のうち特に変動の大きな部分（写真：オレンジの枠）が、時速10-15cmのゆっくりとした動きで翌20日まで続き、53戸の人家を含む114の建物を破壊した。このとき地すべりの最上部には、地面のずれによって滑落崖（かつらくがい）と呼ばれる「がけ」（写真：オレンジ点線）が現れた。
雪崩災害は、この滑落崖が雪崩を捉え、さらに地すべり跡の地溝に沿って北に湾曲し、集落を直撃するに至ったものである。それ以前の山頂付近で発生した雪崩は、直進的に東に進み、しだいに南斜面に沿って南へ曲がり、民家のないヒソノ又川沿いに達していたと考えられている。

## 防災
再発を防ぐため、新潟県は、昭和61年度に「雪崩発生危険箇所」の見直しを行い、能生町は、昭和61年度から「雪崩監視員」を設置した。そして建設省所管の雪崩対策事業、林野庁所管の災害関連緊急治山事業、なだれ防止林造成事業により、大規模な防護処置が施された。まず、発生した雪崩を被害の及ばない方向へ受け流す雪崩導流堤を設置。そして土塁や大型柵を用い雪崩の勢いを弱め、集落の手前では防護柵で雪崩を透過減勢させ進行を止める。周辺は森林整備を進め地盤の強化を図っている。
その後、常時動態観測システムの試験地として、CCTVカメラおよび振動計を各標高に配置し、観測された気象・積雪状況から雪崩発生状況を総合的に分析し、発生予測に生かしている。観測の結果、雪崩導流堤の設置後も山頂部で小規模な雪崩は続いて発生しているが、災害には至っていない。雪のない季節には、立ち木の破損状況で雪崩が起こった形跡を探すなど、大学や各研究機関による調査が行われている。

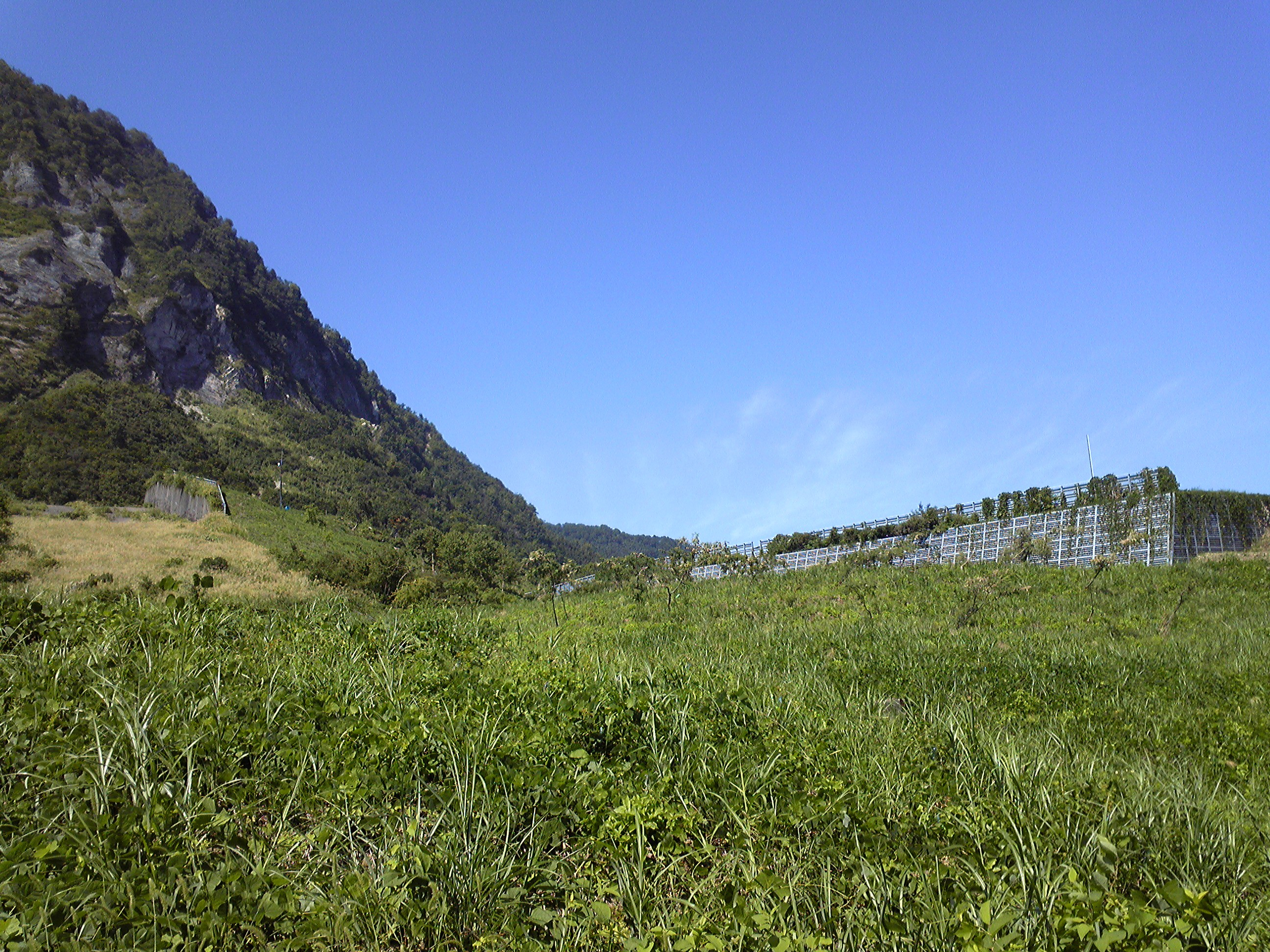
雪崩導流提1号（左）と2号
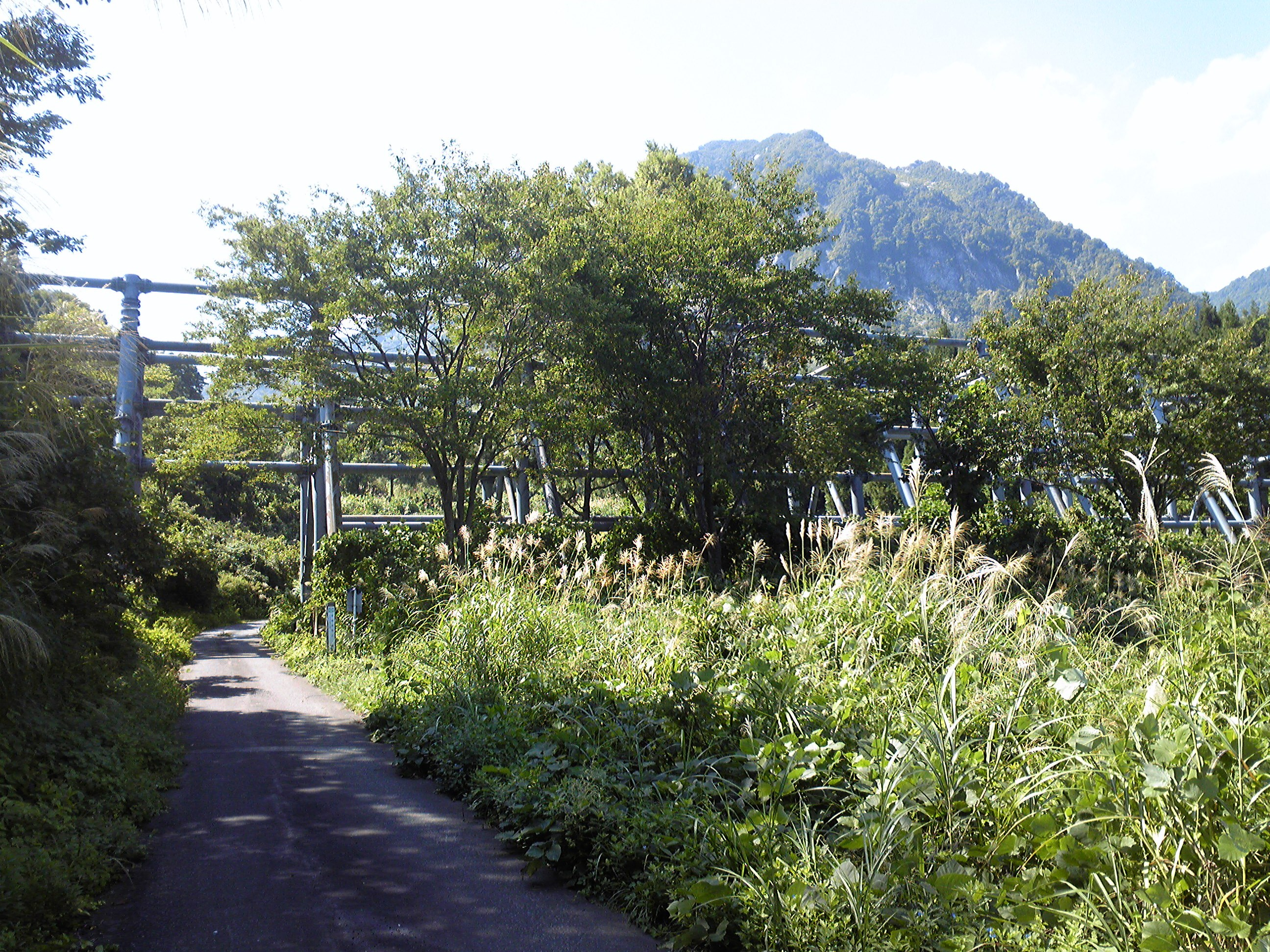
減勢柵（下方から撮影）
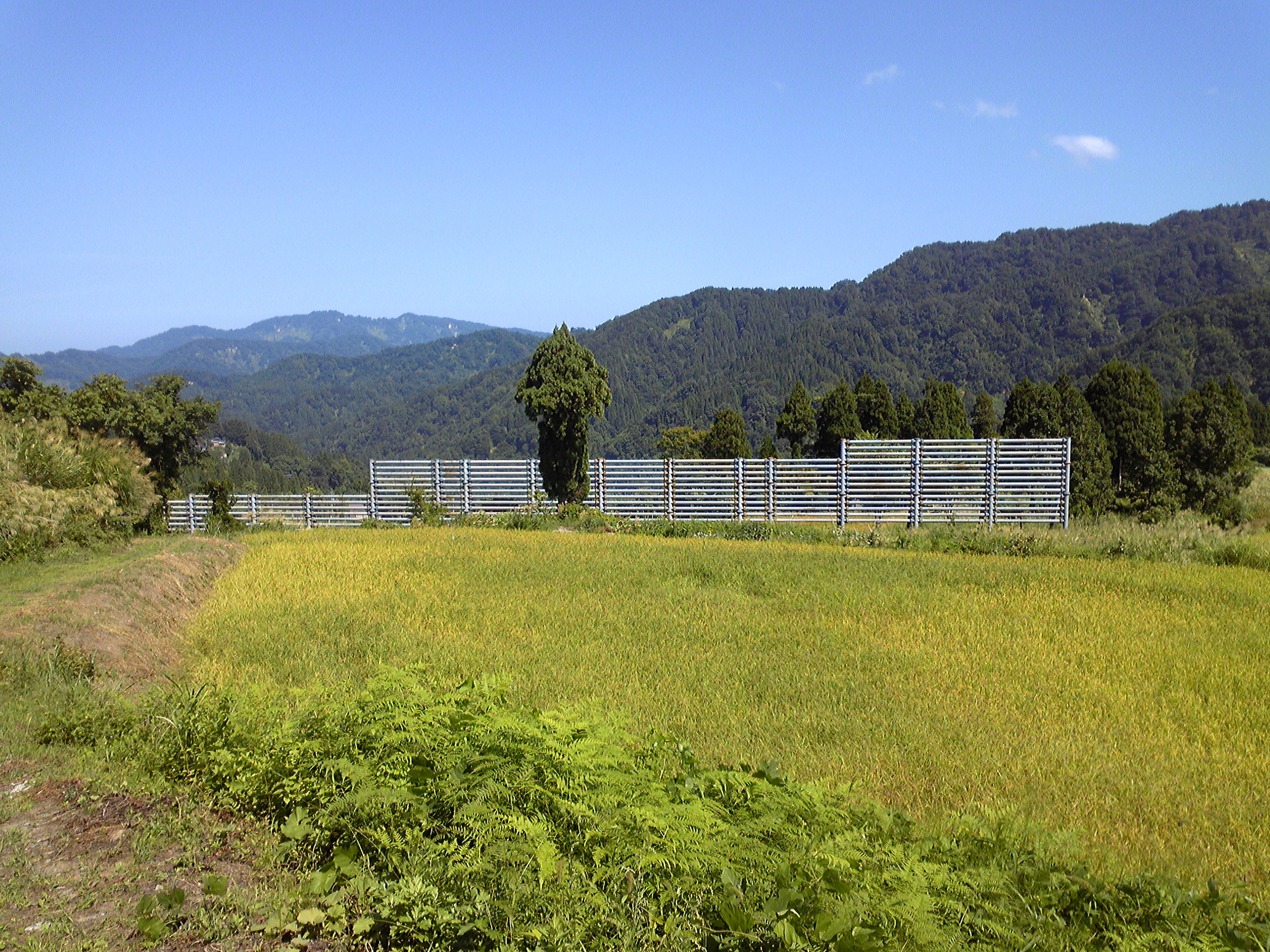
防護柵（上方から撮影）

## 年表
- 1947年（昭和22年）5月19日 - 柵口地すべりの発生。
- 1986年（昭和61年）1月26日23時ごろ - 柵口雪崩災害の発生。近隣の田麦平観測所における積雪量は370cm。
  - 1月27日 - 柵口地区住民に避難勧告。
  - 1月30日 - 避難勧告を解除。避難期間中の最大積雪量は465cm。
  - 2月6日 - 2回目の避難勧告。
  - 2月17日 - 避難勧告を解除。避難期間中の最大積雪量は600cm。避難期間中に2度目の雪崩があったことが後に判明[8]。被害はなし。
  - 11月 - 受難者への慰霊と救出活動に感謝を示す、柵口なだれ災害受難者慰霊碑を建立[9]。

## 関連施設

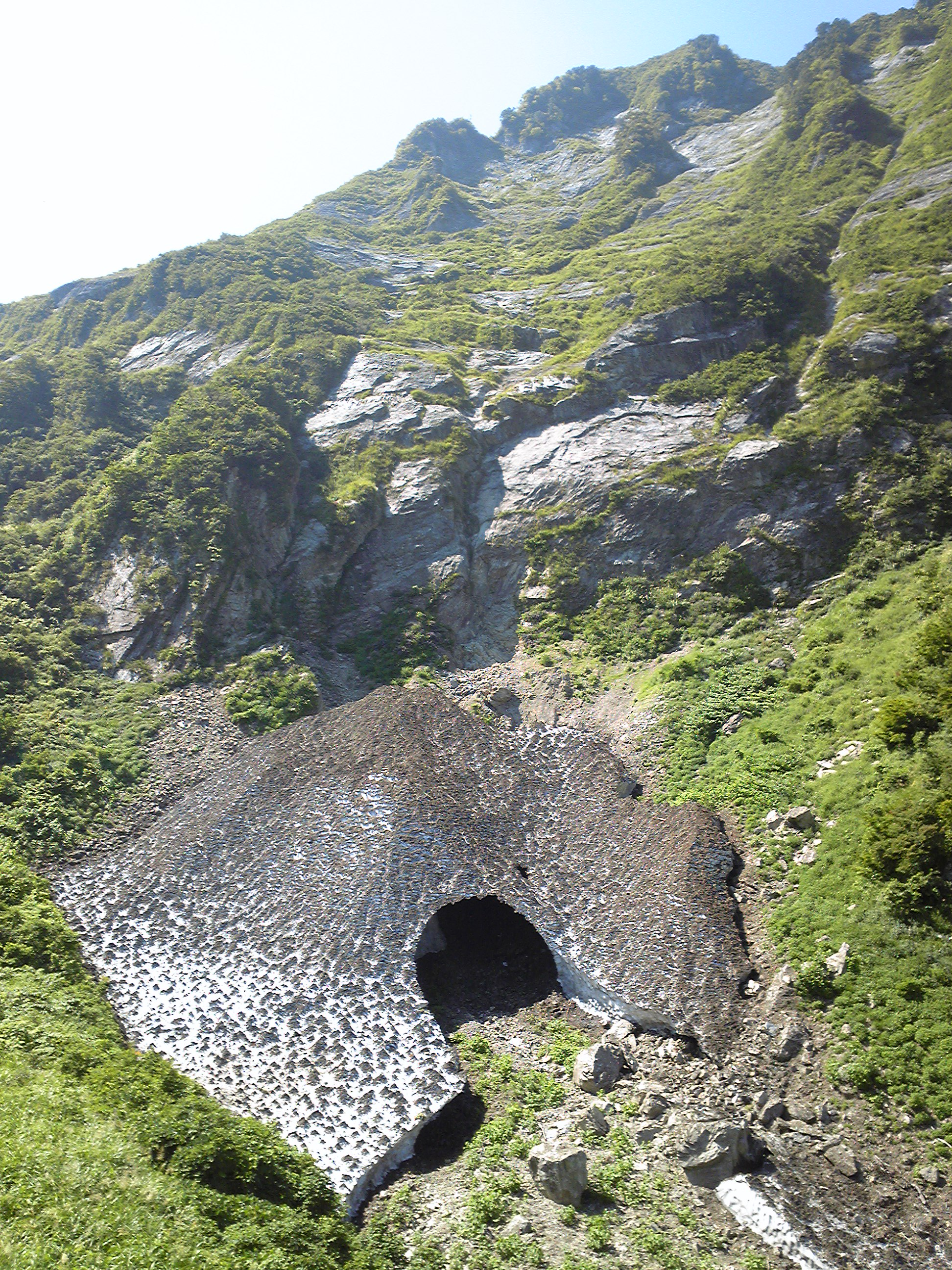
頂上からの急斜面の下にある万年雪

- 柵口雪崩導流堤 - 世界に数ヶ所しか施工例がない大規模導流堤（誘導堤）[10]。
- 雪崩資料館 - 災害を教訓として建てられた、雪崩に特化した資料館[11]。予約制。